# Villogorgia flavescens
Villogorgia flavescens is een zachte koraalsoort uit de familie Plexauridae. De koraalsoort komt uit het geslacht Villogorgia. Villogorgia flavescens werd in 1910 voor het eerst wetenschappelijk beschreven door Nutting. 